# Станище
Стани́ще — деревня в Смоленской области России, в Вяземском районе. Входит в состав Семлёвского сельского поселения.
Население — 34 жителя (2007 год). Расположено в восточной части области в 32 км к юго-западу от районного центра, в 15 км к югу от железнодорожной станции Семлёво на линии Москва—Минск, у автодороги Р134 «Старая Смоленская дорога» Смоленск — Дорогобуж — Вязьма — Зубцов, на берегу реки Осьма.

## История
Деревня упоминается во время Отечественной войны 1812 года. К северу от деревни на старой Смоленской дороге расположен мост, называемый Протасовым, здесь наступавшей армии Наполеона был дан бой, и жители Вязьмы смогли покинуть город.

## Достопримечательности
- Памятник археологии: 10 курганов в 1 км восточнее деревни.
- Памятник архитектуры: Церковь Богородицы, 1785—1879 годов.